# Эзопов язык
Эзо́пов язык (по имени баснописца Эзопа) — тайнопись в литературе, иносказание, намеренно маскирующее мысль (идею) автора. Прибегает к системе «обманных средств»: традиционным иносказательным приёмам (аллегория, ирония, перифраз, аллюзия), басенным «персонажам», полупрозрачным контекстуальным псевдонимам. Поскольку раб Эзоп не мог в своих баснях прямо указывать на пороки господ, он заменял их образы образами животных с соответствующими характеристиками. По этой причине язык иносказаний именуют Эзоповым.

## В литературе
В русской литературе традиция использования этого приёма формировалась с конца XVIII века для обхода цензуры. Термин «эзопов язык» впервые использовал сатирик Михаил Салтыков-Щедрин для описания техники письма, которую он применял на поздних этапах карьеры и сравнивал с техникой написания басен Эзопа. Его целью было высмеять социальные проблемы того времени, избежав при этом жесткой цензуры поздней Российской империи, которая была особо внимательна к нему. Впоследствии эзопов язык в сатире становился частью индивидуального стиля многих писателей и применялся также вне цензурного давления. В советское время удобной формой «эзопова языка» для десятков писателей на долгое время стала научная фантастика, с помощью которой можно было свободно освещать проблемы окружающей реальности, чего не могли себе позволить писатели-«реалисты».

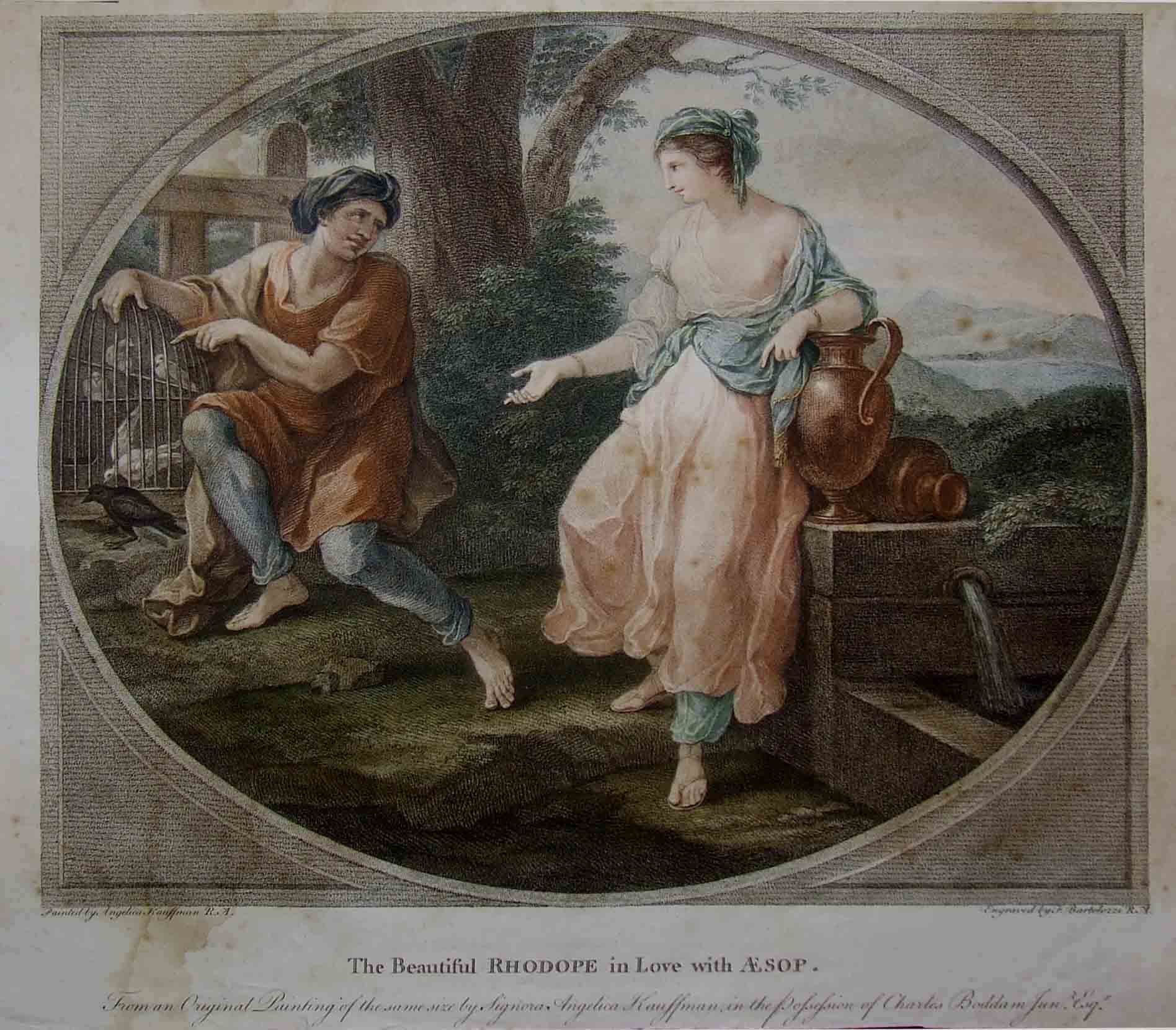
«Прекрасная Родопа и Эзоп». Ф. Бартолоцци с оригинала А. Кауффман

Использование эзопова языка исследовал советский литературовед Лев Лосев. Он определил эзопов язык как литературную систему взаимодействия автора с читателем, при которой смысл остаётся скрытым от цензора. Он также отмечал, что использование эзопова языка оставалось излюбленным приёмом писателей, включая его самого, в условиях советской цензуры. Малихе Тирелл (Maliheh Tyrell) определяет этот термин в контексте Советского Союза и отмечает, что использование эзопова языка распространилось на другую национальную литературу при советской власти:

Вкратце, эта форма литературы, подобно басням Эзопа о животных, прикрывается аллегорическими предложениями, намеками и эвфемизмами, чтобы избежать политической цензуры. «Эзопов язык» или литература — это технический термин, употребляемый советологами для определения аллегорического языка, используемого русскими или национально русскими публицистами-нонконформистами для сокрытия антирежимных настроений. Предназначением этой «эзоповой» литературы при советской власти было сбить с толку представителей последней, в то же время пролив свет на правду местным читателям.
Оригинальный текст (англ.)In short, this form of literature, like Aesop's animal fables, veils itself in allegorical suggestions, hints, and euphemisms so as to elude political censorship. 'Aesopian language' or literature is a technical term used by Sovietologists to define allegorical language used by Russian or nationality [that is: non-Russian] nonconformist publicists to conceal antiregime sentiments. Under Soviet rule, this 'Aesopian' literature intended to confuse the Soviet authorities, yet illuminate the truth for native readers.

## Классификация приёмов
Для иносказательной речи необходимы «закрытые» приёмы, которые помогут скрыть смысл, заложенный в тексте. Примером такого приёма служит метони́мия, которая лежит в основе эзопова языка. В текстах метонимия проявляется в трёх планах:
- жанрово-сюжетном (произведение внешне претендует на один жанр, хотя на самом деле представляет другой);
- адресования (произведение внешне адресовано одному кругу читателей, хотя на самом деле другому, к примеру, книга может быть адресована детям, хотя на самом деле посыл идёт взрослым);
- высказывания (в нём встречаются все типы тропов).

В эзоповом языке не могут употребляться автологические приёмы, поскольку они открыты и не могут сокрыть смысл.

## Экран и маркер
Изучение словесной эстетики происходит на трёх уровнях:
- культурный уровень;
- глубинный уровень;
- уровень высказывания.

Они структурированы и имеют свою систему правил и ограничений, существующих в данной культуре. Впрочем, эзопов язык выступает следствием поверхностной культурной жизни, то есть связан со сферой политики, и всё в литературе эзопова языка реализуется на уровне высказывания. Лев Лосев выделяет две группы приёмов, реализующих эзопов язык:
- «экраны» — направлены на то, чтобы скрыть эзоповский текст;
- «маркеры» — привлекают внимание к эзоповскому тексту.

Зачастую эти приёмы реализуются в одном и том же элементе, что указывает на двойственность природы эзоповского высказывания. Например, в стихотворении Беллы Ахмадулиной «Варфоломеевская ночь» название одновременно представляет собой и экран, и маркер: от одного читателя оно укроет иносказательность, а другой, который привык к нарицательному употреблению данного выражения, поймёт вложенный в него смысл.

## Использование в криптографии
Эзопов язык стал одним из элементов стеганографии, позволявшим преобразовывать сообщения о важных вещах в послания, не вызывающие никаких подозрений. В частности, объявление в газете о продаже дома с указанием площади, количеством комнат и окон могло быть иносказательным описанием количества кораблей в эскадре (комнаты) и артиллерийских орудий (окна), а сообщения о пловчихе и её результатах могли растолковываться как сведения о подводной лодке (размеры, скорость, глубина погружения). Во Второй мировой войне этот способ сохранения информации нередко применялся союзными войсками. В России подобный способ кодирования информации использовался не только военными, но и революционерами-большевиками. В частности, журналом «Искра» был составлен список более чем из 100 единиц для шифрования слов и словосочетаний — городов, партийных предприятий, организационных мероприятий и т. д..